# Joël Mercier
Joël Michel Marie Luc Mercier (Chaudefonds-sur-Layon, 5 gennaio 1945) è un arcivescovo cattolico francese, dal 1º ottobre 2021 segretario emerito della Congregazione per il clero.

## Biografia
Nasce a Chaudefonds-sur-Layon, nella diocesi di Angers, il 5 gennaio 1945.

### Formazione e ministero sacerdotale
Dopo gli studi secondari, intraprende gli studi superiori in lettere classiche presso l'università La Sorbonne a Parigi. Nel 1964 entra nel seminario universitario di Angers, ottenendo il baccalaureato in filosofia e la licenza in teologia presso la facoltà di teologia dell'Université Catholique de l'Ouest ad Angers.
Il 27 giugno 1970 è ordinato presbitero per la diocesi di Angers.
Dal 1971 al 1974 completa la sua formazione a Roma presso la Pontificia Università Gregoriana, dove consegue la licenza e il dottorato in diritto canonico.
Nella diocesi di Angers ricopre i seguenti incarichi ministeriali: vicario parrocchiale nella parrocchia Saint-Joseph ad Angers dal 1974 al 1979, cappellano di collegi e di licei cattolici ad Angers dal 1979 al 1987; segretario vescovile dal 1987 al 2001. Nello stesso tempo, dal 1975, è membro del tribunale ecclesiastico dei "Pays de la Loire" e, dal 1980, insegnante presso la facoltà di teologia di Angers.
Dal gennaio 2002 è officiale della Congregazione per i vescovi e dal settembre 2007 direttore spirituale del Pontificio Seminario Francese a Roma.
Il 31 ottobre 2005 è nominato cappellano di Sua Santità.

### Ministero episcopale
L'8 gennaio 2015 papa Francesco lo nomina segretario della Congregazione per il clero ed arcivescovo titolare di Rota; succede a Celso Morga Iruzubieta, precedentemente nominato arcivescovo coadiutore di Mérida-Badajoz. Il 19 marzo successivo riceve l'ordinazione episcopale, nella chiesa di San Luigi dei Francesi a Roma, dal cardinale Pietro Parolin, Segretario di Stato di Sua Santità, coconsacranti i cardinali Marc Ouellet, prefetto della Congregazione per i vescovi e Beniamino Stella, prefetto della Congregazione per il clero.
L'8 settembre 2021 lo stesso papa nomina suo successore Andrés Gabriel Ferrada Moreira, con decorrenza dal 1º ottobre seguente.

## Genealogia episcopale
La genealogia episcopale è:
- Cardinale Scipione Rebiba
- Cardinale Giulio Antonio Santori
- Cardinale Girolamo Bernerio, O.P.
- Arcivescovo Galeazzo Sanvitale
- Cardinale Ludovico Ludovisi
- Cardinale Luigi Caetani
- Cardinale Ulderico Carpegna
- Cardinale Paluzzo Paluzzi Altieri degli Albertoni
- Papa Benedetto XIII
- Papa Benedetto XIV
- Papa Clemente XIII
- Cardinale Bernardino Giraud
- Cardinale Alessandro Mattei
- Cardinale Pietro Francesco Galleffi
- Cardinale Giacomo Filippo Fransoni
- Cardinale Antonio Saverio De Luca
- Arcivescovo Gregor Leonhard Andreas von Scherr, O.S.B.
- Arcivescovo Friedrich von Schreiber
- Arcivescovo Franz Joseph von Stein
- Arcivescovo Joseph von Schork
- Vescovo Ferdinand von Schlör
- Arcivescovo Johann Jakob von Hauck
- Vescovo Ludwig Sebastian
- Cardinale Joseph Wendel
- Arcivescovo Josef Schneider
- Vescovo Josef Stangl
- Papa Benedetto XVI
- Cardinale Pietro Parolin
- Arcivescovo Joël Mercier